# Iwan Lamby
Nils Iwan Lamby, född 29 oktober 1885 i Stockholm, död 15 januari 1970 i Stockholm, var en svensk tandläkare  och seglare.
Lamby och nio andra tävlade för Kungliga Svenska Segelsällskapet och tog ”Erna Signe” till OS-silver i 12-metersklassen 1912.